# Valjunquera
Valjunquera, (Valljunquera en catalan), est une commune d’Espagne, dans la province de Teruel, communauté autonome d'Aragon. Elle fait partie de la Frange d'Aragon ainsi que de la comarque de Matarraña.